# Josimar Lima
Josimar Lima (São Vicente, 2 de agosto de 1989) é um futebolista profissional cabo-verdiano que atua como defensor.

## Carreira
Josimar Lima representou o elenco da Seleção Cabo-Verdiana de Futebol no Campeonato Africano das Nações de 2013.